# 平佐良藏
平佐 良藏（日語：平佐 良藏、1851年（嘉永4年7月）－1912年（明治45年）7月5日）為大日本帝國陸軍軍人、華族。最終階級陸軍中將。男爵。

## 經歷
山口縣出身。1871年（明治4年）9月21日（1871年11月3日）、任官陸軍少尉。1892年（明治25年）12月、擔任步兵第10連隊長。1895年（明治28年）2月、昇進步兵大佐。1897年（明治30年）10月、就任近衛步兵第1連隊長。
1900年（明治33年）4月、進級陸軍少將就任步兵第10旅團長。1901年（明治34年）7月、異動調為台灣守備混成第2旅團長。1903年（明治36年）7月、派令調為步兵第18旅團長，參與日俄戰爭。參與之戰役有旅順攻圍戰、奉天会战等。
1906年（明治39年）7月、進升陸軍中將擔任第15師團長。1907年（明治40年）1月退役。同年9月21日、依其功績授與男爵爵位，成為貴族華族階層。

## 關聯項目
- 平佐氏（日语：平佐氏）
- 西島助義（日语：西島助義）
- 旅順攻圍戰